# 죽고 싶지만 떡볶이는 먹고 싶어
〈죽고 싶지만 떡볶이는 먹고 싶어〉는 대한민국의 작가 백세희가 쓴 에세이이다.

## 내용
10년 넘게 기분부전장애와 불안장애를 겪었으며 정신과 전문의와 나눴던 12주간의 대화를 잊지 않기 위해 녹취를 풀어 쓴 것으로 알려졌다.

## 같이 보기
- 심리학
- 정신의학
- 우울증